# 目黒めぐみ
目黒 めぐみ（めぐろ めぐみ、1990年6月11日生）は、日本のAV女優。マインズ所属

## 略歴・人物
2019年10月、OPPAIの専属女優としてAVデビュー。
デビュー前は、すすきのの人気ソープ嬢だったとされている。
2019年12月より専属を離れ、企画単体女優となる。

## 出演作品

### アダルトDVD
- すすきので予約1年待ちだった伝説の巨乳ソープ嬢 AVデビュー!!（10月19日、OPPAI）
- 親友からこっそり彼氏を寝取る巨乳でエッチな痴女お姉さん（11月19日、OPPAI）
- 銀座にあった! 伝説の超高級中出しソープ（12月13日、溜池ゴロー）
- 美人/くびれ/Gカップ 最高レベル愛人と理性吹き飛ぶ中出し不倫性交（12月13日、E-BODY）※「めぐみ」名義
- あなたのお宅へ 痴女セラピストを派遣します 何発でも中出しOKのヤレるおっぱい性感マッサージ（12月19日、OPPAI）

- 裏切りの昼下がり、重ねる嘘と唇。（1月7日、マドンナ）
- ソープ嬢の愛人とNGなしでハメまくる非日常フルオプション中出し不倫（1月13日、溜池ゴロー）
- 固定バイブ だるまさんが転んだ 16（1月13日、はじめ企画）※「めぐ」名義
- 妻は元同僚たちの共同性処理玩具 幸せな生活を壊し始めた、清楚な妻の中に刻み込まれたドMの刻印（1月25日、オーロラプロジェクト・アネックス）
- 全身イクイク敏感体質の早漏巨乳人妻だけが働く無制限中出しソープランド（1月25日、本中）
- 妻との妊活のために1ヶ月頑張って溜めたのに… 自分の夫とは仕事の都合でSEX出来ないからと乳首が浮き立つノーブラ爆乳で僕の精子を横取りする妻の姉（2月1日、Fitch）
- 10時15分発 痴漢NTRエクスプレス 「うちの妻を痴漢して下さい―。」（2月7日、マドンナ）
- 痴漢オークションに堕ちた女・社長夫人めぐみ（2月7日、下半身タイガース）
- 熟女連れ込み! 他人棒と遊ぶ人妻 盗撮ドキュメントのすべて 11 〜若いチ●ポを欲しがる欲求不満四十路奥さん、中出し編〜（2月13日、熟女プライベート）※「保奈美」名義
- 現役キャビンアテンダントの皆さん! 童貞君の筆おろし『おもてなし』してくれませんか? 素股という言葉を知らない別世界の住人に包茎ち●ぽ擦りつけてそのままヌルンッ! 屈辱メス堕ちした空の女神にドピュドピュ生中出し!極上巨乳CA厳選スペシャル（2月28日、赤面女子）
- 淫肉痴漢電車 痴漢集団に捧げられた人妻の肉体（3月1日、VENUS）
- 人体改造 女捜査官 憎き相手への絶対服従（3月7日、アタッカーズ）
- 妻の会社の飲み会ビデオ 26 アウトドア用品販売キャンプねとられテント編（3月7日、JET映像）
- 終電を逃した酔っ払った同僚とホテルで相部屋に… あまりの無防備な姿に我慢出来なくなって… Vol.002（3月13日、S級素人）
- ガチナンパ! 東海産直! ド素人さんクンニでマジイキ! チ○ポでガチイキ! 全員潮吹き失禁2020cc! 93イキ15射精!（3月13日、ナンパーズ）
- 女子大生限定 飲み会後、部屋にお持ち帰り盗撮 そして黙ってAVへ 【no.35】 大人JDが中出しおねだり編（3月25日、お持ち帰り）※「彩香」名義
- 媚薬に堕ちた義母…。（3月27日、キネマ座）
- * 2020年度 ソフト・オン・デマンド株式会社 全裸入社式 新卒社員20名の桃色ま○こ 超羞恥4時間スペシャル!（4月9日、SODクリエイト）※「小山玲子」名義
- 東京OLカレンダー 01 「大人の上手」な性欲処理（4月10日、S級素人）※「めぐみ」名義
- 現役巨乳保育士さんAV出演 裏バイト映像 Vol.001（4月10日、S級素人）
- 突然やってきた営業レディは媚薬を飲むと、黒パンストを擦りつけながら淫らに股間を滴らせ、カニバサミで中出しを求めた! SPECIAL（4月10日、V&R PRODUCE）
- 憧れの美術教師はDQN達にヌードデッサンで晒し者にされ羞恥快楽でマゾ崩壊寸前。 メス堕ちする姿を正視できず助けてあげたところ…（4月19日、山と空）[3]
- 奇跡!セックスの女神! いきなりバリカタち●ぽにさせてくれるドMで変態クソエロボディーの脳みそバグ子ちゃんを派遣します（4月19日、チキチキカマー）
- 新 愛妻ダッチワイフ 2 〜見知らぬ男たちと一泊二日の同居生活〜（5月13日、ながえスタイル）
- 働く美人受付嬢の卑猥な肉体接待 Vol.001（5月15日、BAZOOKA）
- いつも見かける乳酸菌飲料訪問販売ママさんと滅茶苦茶セックスした。 Vol.003（5月15日、BAZOOKA）
- チ○ポしゃぶり大好きな義母が父に隠れて童貞息子を家中でフェラチオ! 拒む息子をよそに生挿入すると身震いしながらイキ乱れ何度も中出し懇願!（5月15日、V&R PRODUCE）
- AV女優 裸コレクション 第十一弾（5月15日、V&R PRODUCE）
- ママフェラストローク 一撃顔射11人（5月15日、ロータス）
- スタイル抜群のクソ高慢エリート女上司を最狂イラマ輪姦で性処理係に配置転換!!（5月19日、山と空）
- 最高級オリエンタル性交スパ Vol.001（6月5日、ONEZ）
- 水着更衣室 アヘ顔イキおま○こ開放 潮吹きオナニー盗撮（7月15日、ロータス）
- ジョギングから帰ってきて汗ばむ彼女 そのエロさに興奮した彼氏と汗まみれ濡れまくりSEX（8月14日、ヒメゴト）
- 人妻膣穴ディルド ずっぽり極淫オナニー12人（8月15日、ロータス）
- @新宿 地方の人妻限定 巨大バスターミナル前で訳アリ人妻をナンパしてみた 4（9月26日、ビッグモーカル）
- 「今夜はお店で覚えたテクで気持ちよくしてあげる」 人気風俗嬢の彼女が普段は隠していたテクニックで射精を導く（10月9日、ヒメゴト）

### VR
- すすきのNo.1予約1年待ち巨乳スリム泡姫 めぐみさん 極楽ソーププレイ完全映像化VR（2月7日、E-BODY）
- 美人爆乳エリート その男ストーカーにつき〜…!（3月6日、ブイワンVR）
- イカせるT尻VR Tバックと美尻と食い込みと! 2（5月20日、ROOKIE VR）
- 絶対に狂ってる 魔性の連射フェロモン 暴風雨の夜 びしょ濡れの先輩上司を見たボクは…（5月30日、KMPVR-bibi-）
- ぴっちりデニム美尻VR お尻の形が浮き出るエロさ! スキニージーンズの美脚フェチ!（6月3日、ROOKIE VR）
- 【悪徳エステティシャン体験VR】 媚薬ドリンクを服用したデカ乳ご無沙汰妻は高級オイルマッサージで感度急上昇! 恥じらう奥さんを強引にベロキス/オッパイ揉み/指マン/クンニ/イラマチオ! 生チ○ポ挿入すると全身痙攣しながら何度もエビ反り絶頂!（8月24日、V&R PRODUCE）
- 「謝るから…私を抱いて!」ご奉仕奴隷と化したデカ乳妻がベビードール姿でベロキス/耳舐め/全身リップ/イラマチオ/乳首つねり/電マ責めで鬼イキ絶頂! 隠されていたドM心が覚醒し何度も中出し懇願!（9月7日、V&R PRODUCE）
- HQ60fps 爆乳保育士の誘惑告白 子供を預けていた託児所で美人保育士さんと内緒のラブラブSEX（12月25日、TEPPAN）

### イメージDVD
- 裏サービス検証! 噂の過剰サービスは本当にあった?!（2020年9月29日、オルスタックソフト販売）※「めぐみ」名義

## 書籍・出版物

### 雑誌
- 実話BUNKA超タブー 2020年1月号（コアマガジン） - 袋とじ「今年デビューの女優12人 初物SEXの瞬間」

## 出演

### ウェブドラマ
- 全裸監督2（2021年6月24日 全話配信、Netflix） - 1話、2話